# Connaught-Tunnel

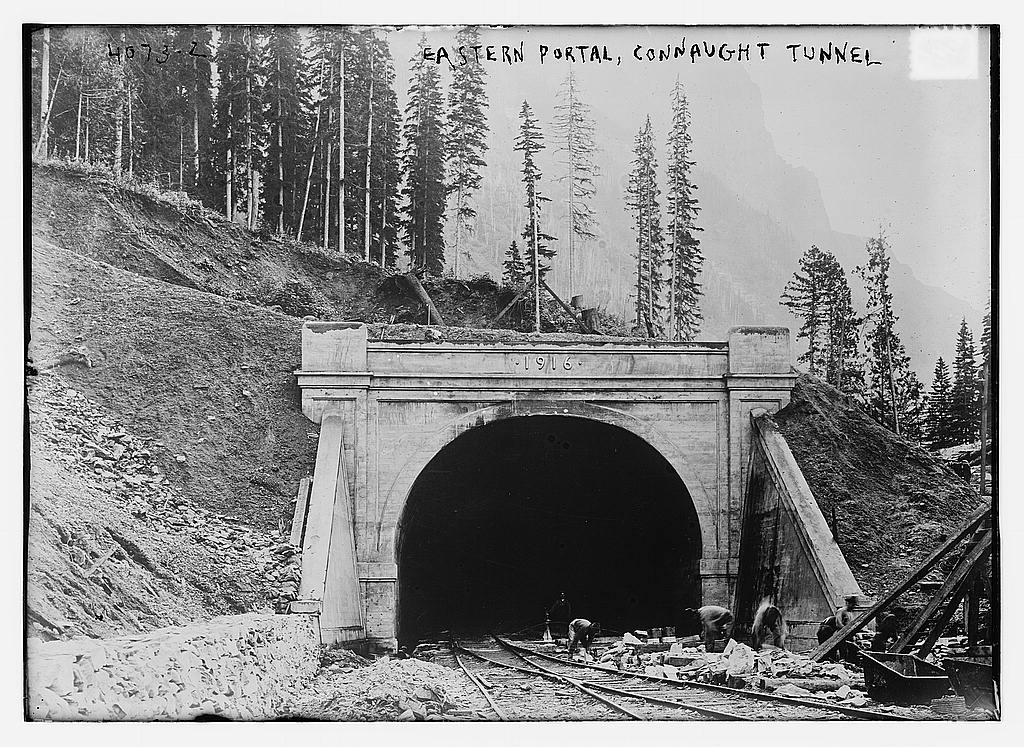
Ostportal (1916)

Der Connaught-Tunnel ist ein Eisenbahntunnel der Canadian Pacific Railway (CPR) in den kanadischen Rocky Mountains. Er liegt zwischen Calgary (Provinz Alberta) und Revelstoke (Provinz British Columbia) an der transkontinentalen Hauptstrecke Montreal-Vancouver und unterquert den Rogers Pass sowie den Mount Macdonald in den Selkirk Mountains. CPR-intern wird der Abschnitt, in dem der Tunnel liegt, als Mountain Subdivision bezeichnet.
Der 8082 Meter lange Tunnel ist nach Arthur, 1. Duke of Connaught and Strathearn, dem Generalgouverneur von Kanada, benannt. Er wurde gebaut, weil die Strecke über den Pass mit der Zeit zu steil für die immer länger werdenden Güterzüge wurde sowie extreme Schneehöhen und Lawinengefährdungen aufwies. So wurden beim Lawinenunglück von 1910 62 Bahnarbeiter getötet. Der Tunnel weist ein Gefälle von 0,95 % auf und ist gänzlich gerade, d. h., dass man von einem Tunneleingang das Licht am anderen Ende sehen kann.
Das Projekt wurde im Februar 1913 ausgeschrieben und am 1. Juli 1913 ging der Auftrag an die Baufirma "Foley Bros. Welch and Stewart". Von einem kleinen Hilfstunnel aus wurden mehrere Seitenstollen zum eigentlichen Haupttunnel gebohrt. Dadurch konnte an mehreren Stellen gleichzeitig gebaut werden. Die Baufirma versprach einen monatlichen Vortrieb von 270 Metern und begann am 2. April 1914 mit den Arbeiten. Der Tunnel wurde vor dem ursprünglich festgelegten Datum fertiggestellt und am 16. Dezember 1916 erstmals befahren. Er war damals der längste Eisenbahntunnel in Nordamerika.
Die Baukosten betrugen 5,5 Millionen kanadische Dollar. Weitere drei Millionen wurden dafür aufgewendet, um die 23,3 Kilometer lange Strecke über den Pass abzubauen und eine neue Zufahrtsstrecke zu den Tunnelportalen sowie Lawinenschutzwände mit einer Länge von 6 Kilometern zu errichten. Insgesamt verkürzte sich die Strecke um 6,9 Kilometer.
Probleme beim Betrieb bereiteten die Entlüftung, lockeres Gestein und nasse Schienen, die die Züge ins Rutschen brachten. Später wurde der Tunnel mit Beton ausgekleidet und erhielt ein besseres Entlüftungssystem. Der ursprünglich zweispurige Tunnel wurde 1959 auf eine Spur reduziert; dank des größeren Lichtraumprofils konnten höhere Güterzüge den Tunnel passieren.
1988 wurde der 90 Meter tiefer gelegene und 14,7 Kilometer lange Mount-Macdonald-Tunnel eröffnet, um den Connaught-Tunnel zu ergänzen. Der Betriebsablauf wird normalerweise so geregelt, dass nur ostwärts fahrende Züge den Connaught-Tunnel benutzen, während Züge in Richtung Westen durch den Mount-Macdonald-Tunnel fahren.